# Antonio Krüger

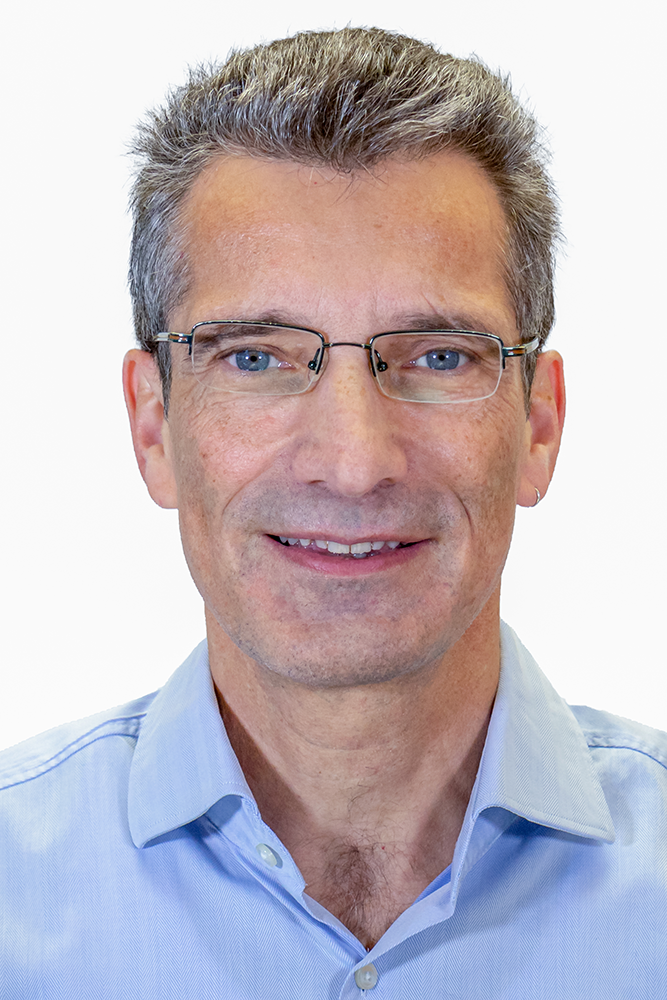
Antonio Krüger (Dezember 2020)

Antonio Krüger ist ein deutscher Informatiker und CEO des Deutschen Forschungszentrums für Künstliche Intelligenz (DFKI).

## Leben
Krüger studierte Informatik an der Universität des Saarlandes. Er absolvierte dort das Graduiertenkolleg Kognitionswissenschaft und wurde 1999 promoviert. Anschließend arbeitete er im SFB 378 "Ressourcenadaptive kognitive Prozesse" und am Deutschen Forschungszentrum für Künstliche Intelligenz. 2004 folgte Krüger dem Ruf auf die Professur für Informatik und Geoinformatik an der Universität Münster; 2009 wechselte er zurück an die Universität des Saarlandes und an das Deutsche Forschungszentrum für Künstliche Intelligenz GmbH (DFKI), bei dem er den Forschungsbereich Kognitive Assistenzsysteme leitet. Im November 2019 wurde er zum CEO des DFKI ernannt.
Krüger ist Mitgründer der Firma Eyeled GmbH, die mobile Informationssysteme entwickelt. 2012 erhielt er den EHI-Wissenschaftspreis.
Stand März 2023 hatte er 326 wissenschaftliche Arbeiten veröffentlicht und wurde 11274 Mal zitiert.
Die CDU/CSU-Bundestagsfraktion benannte ihn als Sachverständigen für die 2018 konstituierte Enquete-Kommission Künstliche Intelligenz – Gesellschaftliche Verantwortung und wirtschaftliche, soziale und ökologische Potenziale.